# بی‌بی-۸
ربات بی‌بی-۸ یک ربات سفید با خط‌های نارنجی است که در فیلم «جنگ ستارگان: نیرو برمی‌خیزد» از او رونمایی شد. ربات بی‌بی-۸ یک ربات گروه مقاومت است که در قسمت هفتم به مدیریت لیا ارگانا (کری فیشر) مدیریت می‌شود. او ربات خلبان جنگنده بال ضربدری گروه مقاومت به نام پو دامرون است او رباتی مشهور مثل آر تو-دی تو و سی‌تری‌پی‌او است.
در داستان جنگ ستارگان،او تنها ربات نوع بی بی میباشد و همین موضوع،پیدا شدنش توسط محفل یکم را ساده تر میکرد

## داستان
هنگامی که پو دامرون به جاکو رفته تا دنبال آخرین تکهٔ نقشه‌ای را که محل دقیق لوک اسکای‌واکر را نشان می‌دهد ، بگردد.سازمان شرور محفل یکم به جاکو حمله کرده و پو را میابد.پو نقشه را در رباتش بی بی-۸ مخفی می‌کند و او را فراری می‌دهد؛در همین حین سربازی به نام FN-2187 که به خاطر تاثیراتی که در جنگ روی آن گذاشته شده مانند فرمان کایلو رن برای کشتن غیر نظامیان ، دیگر حاضر نیست برای محفل یکم بجنگد و با پو فرار می‌کند اما سفینهٔ [ تای فایتر ] آنها در جاکو سقوط می‌کند. در همین حال دختر زباله گردی به نام «ری» بی بی-۸ را میابد FN-2178 که حال نام خودش را فین گذاشته است.فکر میکند که پو در سقوط سفینه مرده و فقط میتواند کاپشن او را از سفینه بیرون بکشد. او درحالی که در جاکو میچرخید بی بی-۸ را همراه با ری میابد.هم زمان محفل یکم آن ها را میابد و به آنها حمله میکند. آنها بی بی-۸ را به وسیله میلینیوم فالکون از جاکو خارج می کنند. آنها متوجه می شوند نقشه بی بی-۸ ناقص است. بی بی-۸ به پایگاه مقاومت می رسد و در آنجا آر تو-دی تو را پس از ۳۰ سال راه اندازی میکند و تکه دیگر نقشه را درون او می یابد و نقشه محل لوک اسکای واکر کامل می شود.

## صداگذاری
صدای BB-8 توسط Bill Hader و Ben Schwartz که هر دو به عنوان "مشاوران صدای BB-8" در فیلم شناخته می شوند، تهیه شده است. این افکت توسط آبرامز ایجاد شده است که صدای هیدر و شوارتز را از طریق Talkbox متصل به آی‌پدی که برنامه جلوه‌های صوتی را اجرا می‌کند، ایجاد کرده است.